# Gina Alice Redlinger
Gina Alice Redlinger (sinh ngày 22 tháng 8 năm 1994) là một nữ nghệ sĩ độc tấu dương cầm người Đức.

## Tiểu sử
Gina Alice Redlinger sinh ngày 22 tháng 8 năm 1994 tại Wiesbaden, thuộc Bang Hessen, Đức trong một gia đình có bố là người Đức, còn mẹ là người Hàn Quốc. Cô bắt đầu học chơi đàn dương cầm khi lên 4 tuổi và lần đầu xuất hiện trên sân khấu năm 8 tuổi khi thể hiện Piano Concerto cung Rê trưởng của Joseph Haydn tại một sự kiện do Steinway & Sons tổ chức tại Frankfurt am Main. Cô từng là học trò của Irina Lein-Edelstein, giáo sư giảng dạy tại trường Đại học Âm nhạc và Nghệ thuật Biểu diễn Frankfurt, Klaus Hellwig, giáo sư giảng dạy tại Đại học Nghệ thuật Berlin và cả Gary Graffman, thầy của Lang Lãng.
Sau buổi biểu diễn độc tấu đầu tiên vào năm 2009 khi 15 tuổi, tên tuổi Redlinger nổi lên nhanh chóng và cô sau đó đã tham gia trình diễn tại một số buổi hòa nhạc với dàn nhạc giao hưởng Berliner Philharmoniker danh tiếng. Sau khi tốt nghiệp Đại học Âm nhạc và Kịch nghệ Hamburg, cô đã tham gia biểu diễn tại nhiều quốc gia trên thế giới, trong đó có Pháp, Tây Ban Nha và Trung Quốc. Sở hữu ngoại hình nổi bật, Redlinger nhanh chóng trở thành tâm điểm của sự chú ý tại Trung Quốc sau khi kết hôn với Lang Lãng, trở thành từ khóa hot nhất mạng xã hội Weibo, với rất nhiều cư dân mạng so sánh nhan sắc của cô cùng Angelababy và Trương Lương Dĩnh.

## Đời tư
Ngày 2 tháng 6 năm 2019, Redlinger kết hôn cùng nghệ sĩ dương cầm người Trung Quốc Lang Lãng. Hai người gặp nhau vào năm 2016 ở Berlin khi anh có chuyến lưu diễn tại Đức. Đám cưới của cặp đôi được tổ chức tại cung điện Versailles, Pháp với sự tham dự của nhiều khách mời nổi tiếng như vợ chồng ca sĩ Châu Kiệt Luân và Côn Lăng cũng như John Legend và vợ là người mẫu Chrissy Teigen.
Ngày 29 tháng 1, vợ chồng Lang Lãng và Redlinger đã cùng nhau đón đứa con trai đầu lòng. Theo chia sẻ của hai người, con trai họ sau khi sinh ra 3 tuần vẫn chưa được đặt tên song đã có biệt danh là "Lin Lin" (森森, Hán–Việt: Lâm Lâm, n.đ. ''cánh rừng'').
Bên cạnh tiếng Đức, Redlinger còn có thể nói được tiếng Hàn, tiếng Anh, tiếng Pháp và hiện đang học tiếng Trung.